# Шматцин
Шматцин (нем. Schmatzin) — община в Германии, в земле Мекленбург-Передняя Померания.

## Географическое положение
Шматцин расположен в 6 километрах южнее Цюссова и в 10 километрах восточнее Гюцкова. Площадь посёлка составляет 17,65 км².

## Административное деление
Посёлок входит в состав района Восточная Передняя Померания. До 1 января 2005 года Шматцин был частью управления Амт Цитен (нем. Amt Ziethen), но в настоящее время подчининён управлению Амт Цюссов (нем. Amt Züssow), с штаб-квартирой в Цюссове.
Идентификационный код субъекта самоуправления — 13 0 59 089.
В настоящее время община подразделяется на 3 сельских округа.
- Шматцин (нем. Schmatzin)
- Шлатков (нем. Schlatkow)
- Вольфрадсхоф (нем. Wolfradshof)

## Население
По состоянию на 31 декабря 2006 года, население посёлка Шматцин составляет 352 человека. Средняя плотность населения таким образом равна: 20 человек на км².
В пределах сельских округов жители распределены следующим образом.
| Шлатков Шматцин Вольфрадсхоф | 167 человек 148 человек 37 человек |

## Транспорт
Севернее посёлка проходит федеральная дорога 111 (нем. Bundesstraße 111 (B 111)), а восточнее федеральная дорога 109 (нем. Bundesstraße 109 (B 109)).
Примерно в 12 километрах от посёлка (невдалеке от посёлка Гюцков) доступен выезд на автобан 20 (нем. Bundesautobahn 20 (A 20)).

## Достопримичительности
Шматцин:
- Могильный курган датируемый бронзовым веком
- Памятники и мемориалы памяти первой и второй мировых войн
- Колония серых цапель на «Лисьей горе»

Шлатков:
- Школа доярок и музей «поражения Швеции» 1807
- Сельская церковь
- Детская «приключенческая» игровая площадка
- Могильный курган датируемый бронзовым веком

Вольфрадсхоф:
- Могильный курган датируемый бронзовым веком